# Risbjerg Sogn
Risbjerg Sogn 

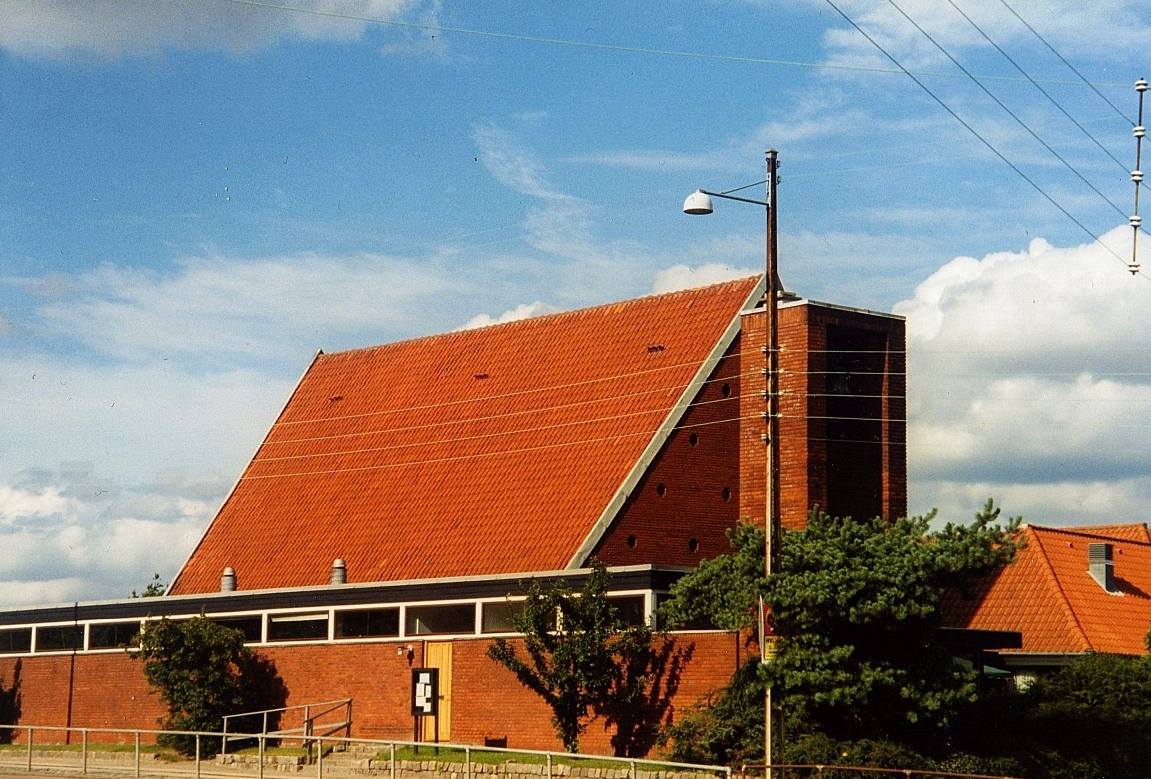
Risbjerg Kirke

ist eine Kirchspielsgemeinde (dän.: Sogn)
in Hvidovre, einem Vorort der dänischen Hauptstadt Kopenhagen (dän.:  København).
Bis 1970 gehörte sie zur Harde Sokkelund Herred im damaligen Københavns Amt, danach zur Hvidovre Kommune im verkleinerten Københavns Amt, die im Zuge der  Kommunalreform zum 1. Januar 2007 Teil der Region Hovedstaden geworden ist.
Von den 53.414 Einwohnern von Hvidovre leben 11.903 im Kirchspiel Risbjerg (Stand: 1. Januar 2023).
Im Kirchspiel liegt die Kirche „Risbjerg Kirke“.
Nachbargemeinden sind im Süden Strandmarks Sogn, im Westen Avedøre Sogn und im Norden Hvidovre Sogn, ferner in der benachbarten København Kommune im Nordosten Vigerslev Sogn und im Osten Margrethe Sogn.